# 슈퍼소년 마이티맥스의 에피소드 목록
다음은 슈퍼소년 마이티맥스의 에피소드 목록이다.

## 1기
1. 사람의 모자에 있는 종소리
2. 브레인 서커 코메트
3. 뱀 & 여인
4. 사이클롭스의 날
5. 잠자는 용이 거짓말을 하다!
6. 정글에서의 럼블
7. 모든 모험의 어머니
8. 노먼의 정복
9. 해저 오징어
10. 마이티 맥스의 머리를 가져오다
11. 더니글렌의 늑대인간
12. 추운 바깥에서
13. 맥니피센드 세븐

## 2기
1. 판도라의 상자 1부
2. 판도라의 상자 2부
3. 용의 피
4. 누락된 링크
5. 쥐의 해
6. 사이버스컬 바이러스
7. 자이고트의 리듬
8. 아라크노이드에 함께 오다
9. 악세맨 코메트
10. 비틀매니아
11. 탈론의 영혼
12. 타르 전쟁
13. 동정없는 광대
14. 맥스 vs 맥스
15. 사이버스컬 2부: 다음 단계
16. 푸아트와 베고라
17. 정복자의 달인
18. 전갈자리
19. 자이고트 음악
20. 칼리
21. 80개 무기의 세계
22. 야간 비행
23. 맥스의 손
24. 워몬거
25. 시리우스 문제
26. 아마겟돈
27. 여기는 아마겟돈